# Joigny (tổng)
Tổng Joigny là một tổng của Pháp, tọa lạc tại tỉnh l'Yonne et la région Bourgogne.

## Phân chia đơn vị hành chính
Tổng Joigny được chia thành 10 xã và khoảng 14 616 người (điều tra dân số năm 1999 không tính trùng dân số).
| Xã                    | Dân số | Mã bưu chính | Mã insee |
| --------------------- | ------ | ------------ | -------- |
| Béon                  | 476    | 89410        | 89037    |
| Cézy                  | 1038   | 89410        | 89067    |
| Champlay              | 628    | 89300        | 89075    |
| Chamvres              | 643    | 89300        | 89079    |
| Joigny                | 10032  | 89300        | 89206    |
| Looze                 | 425    | 89300        | 89230    |
| Paroy-sur-Tholon      | 283    | 89300        | 89289    |
| Saint-Aubin-sur-Yonne | 387    | 89300        | 89335    |
| Villecien             | 337    | 89300        | 89452    |
| Villevallier          | 368    | 89330        | 89468    |

## Hành chính
| Giai đoạn | Ủy viên       | Đảng | Tư cách |
| --------- | ------------- | ---- | ------- |
| 2001-2008 | Julien Ortega | UMP  |         |